# Gummarksträsket
Gummarksträsket är en sjö i Skellefteå kommun i Västerbotten och ingår i Bureälvens huvudavrinningsområde. Sjön har en area på 0,986 kvadratkilometer och ligger 68 meter över havet. Sjön avvattnas av vattendraget Ängesbäcken.

## Delavrinningsområde
Gummarksträsket ingår i det delavrinningsområde (718417-173639) som SMHI kallar för Utloppet av Gummarksträsket. Medelhöjden är 118 meter över havet och ytan är 15,03 kvadratkilometer. Det finns ett avrinningsområde uppströms, och räknas det in blir den ackumulerade arean 25,92 kvadratkilometer. Ängesbäcken som avvattnar avrinningsområdet har biflödesordning 2, vilket innebär att vattnet flödar genom totalt 2 vattendrag innan det når havet efter 28 kilometer. Avrinningsområdet består mestadels av skog (69 procent) och jordbruk (11 procent). Avrinningsområdet har 0,97 kvadratkilometer vattenytor vilket ger det en sjöprocent på 6,5 procent.